# مفاعل ماء ثقيل مضغوط

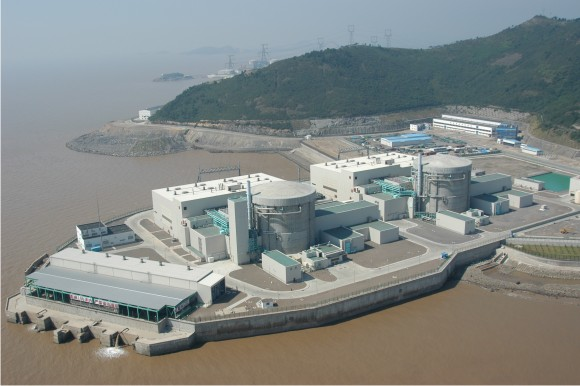
مفاعلان من نوع كاندو من تصميم الطاقة الذرية المساهمة الكندية، وتعمل في زييانج الصين.بتصريح من AECL.

مفاعل الماء الثقيل المضغوط (بالإنجليزية: pressurised heavy water reactor)‏ هو نوع من مفاعل نووي لإنتاج الطاقة الكهربائية، يستعمل عادة اليورانيوم الطبيعي (غير مخصب) كوقود نووي ويستخدم الماء الثقيل D2O (أكسيد الديوتيريوم)كمهدئ ومبرد في المفاعل. وطبقا لتصميم هذا المفاعل يبقى الماء الثقيل تحت ضغط عالي من أجل رفع درجة حرارة غليانه بحيث يمكن تسخينه إلى درجات حرارة أعلى بدون أن يغلي، وذلك كما يحدث في مفاعل الماء المضغوط.
وبينما يتكلف الماء الثقيل تكلفة باهظة عن الماء العادي إلا أن له ميزات بالنسبة إلى خصائصة بالنسبة إلى النيوترونات، فهو يمتص النيوترونات قليلا مما يجعله صالحا لتشغيل المفاعل باليورانيوم الطبيعي بدون تخصيب.
وتُستخدم مفاعلات الماء الثقيل المضغوط لتوليد الطاقة الكهربائية من الطاقة النووية

## استخدام الماء الثقيل
في المفاعل النووي ينشطر أنوية اليورانيوم بواسطة امتصاصها النيوترونات وينتج عن الانشطار نيوترونات جديدة، تصتدم هي الأخرى بأنوية جديدة منتجة اشطارا، وطاقة، ونيوترونات. وبهذ يستمر التفاعل الذي يسمى تفاعل تسلسلي. ويتطلب ذلك توزيع هندسي للمواد في قلب المفاعل وتحكم في سير التفاعل، بحيث لا تضيع النيوترونات هباء (إذا كان المفاعل صغير الحجم فهي تخرج منه بدون أن تحدث تفاعلا جديدا مع اليورانيوم، أو تمتصها مادة من المواد الأخرى الموجودة في المفاعل). وبالتحكم (بواسطة قضبان تمتص النيوترونات) لا يتزايد عددها تصاعديا في المفاعل فيؤدي إلى انفجار خطير.
فالغرض من التحكم في سير التفاعل التسلسلي هو المحافطة على سير التفاعل بمعدل محدد في حالة تسمي «الحالة الحرجة» للمفاعل. 
ويتكون اليورانيوم الطبيعي من مخلوط لعدة نظائر ويغلب فيه النظير يورانيوم-238 ونسبة صغيرة من اليورانيوم-235 تبلغ 7و0 % فقط. ينشطر اليورانيوم-238 بالنيوترونات السريعة ذات طاقة أكبر من 1 مليون إلكترون فولت MeV. ولا يمكن أن يستمر التفاعل مع اليورانيوم-238 حيث يمتص نيوترونات أكثر مما يصدره منها بالانشطار. ومن ناحية أخرى فإن اليورانيوم-235 هو الذي يُجري تفاعل تسلسلي، ولكن نسبته في اليورانيوم الطبيعي قليلة، فلا يمكن لليورانيوم الطبيعي القيام بتفاعل تسلسلي والوصول إلى الحالة الحرجة بمفرده.
وللتحايل على أن يعمل المفاعل يأتي عن طريق تهدئة سرعة النيوترونات بحيث يرتفع احتمال اصتدامها بأنوية اليورانيوم-235 مما يتيح الفرصة لاستمرار التفاعل في المفاعل. ولهذا نحتاج إلى مهدئ لسرعة النيوترونات، الذي يقوم بامتصاص جزءا من طاقة حركة النيوترونات فتنخفض سرعتها إلى سرعة جزيئات المهدئ نفسها (الماء، أو الماء الثقيل). ولهذا نسمي النيوترونات في تلك الحالة «النيوترونات الحرارية» thermal neutron وكذلك «المفاعل الحراري» thermal reactors.
ويصلح الماء كمهدئ للنيوترونات حيث تعادل كتلة ذرة الهيدروجين كتلة النيوترون، فتكتسب منه جزءا كبيرا من سرعته كما يحدث في لعب البلياردو، وتنخفض سرعته. ولكن الماء في نفس الوق يمتص جزءا من النيوترونات.
فاستخدام الماء يكون مصحوبا بامتصاصه للنيوترونات وتبقى القليل منها للتفاعل مع كمية اليورانيوم-235 235U القليلة هي الأخرى في المفاعل، مما لا يسمح بالوصول إلى الحالة الحرجة في المفاعل (أن يؤدي كل نيوترون إلى تفاعل مع اليورانيوم-235 مع قيام 1 نيوترون من النيوترونات الناتجة عن الأنشطار بتفاعل ثان -رغما عن امتصاص النيترونات في المواد الأخرى وضياع بعضها بسبب انطلاقها خارج المفاعل - فيقوم هذا النيوترون بتفاعل تالي مع أحد أنوية اليورانيوم-235).
ولهذا يستخدم مفاعل الماء الخفيف يورانيوم مخصب، أي يورانيوم يحتوي على نسبة أعلى من اليورانيوم-235 تصل من 3% إلى 5 %. (ويسمي اليورانيوم المستهلك في عملية التخصيب يورانيوم منضب depleted uranium، حيث تنخفض فيه نسبة اليورانيوم-235 إلى نحو 07و0 %). وتعمل تلك ال 3% إلى 5 % من اليورانيوم-235 الموجودة في اليورانيوم المخصب على استمرار التفاعل في المفاعل والوصول إلى الحالة الحرجة .

## مشكلة التخصيب
يحتاج تخصيب اليورانيوم إلى بناء مصنع للتخصيب وهو أولا يتكلف مبالغ باهظة وثانيا يحتاج إلى تصريح في إطار المعاهدة الدولية لمنع انتشار السلاح النووي. وذلك لأنه يمكن تكبير المصنع بحيث ينتج ليس فقط يورانيوم مخصب بدرجة 5% وإنما أيضا بنسبة 90% من اليورانيوم-235 والذي تصنع منه القنابل الذرية.

## استخدام اليورانيوم الطبيعي
ويمكن حل مشكلة التخصيب واليورانيوم المخصب باستخدام اليورانيوم الطبيعي الذي يحتوي على 7و0% يورانيوم-235 مع الماء الثقيل كمهدئ لسرعة النيوترونات، وهو لا يمتص النيوترونات بالدرجة التي يمتصها الماء. ولذلك يصلح الماء الثقيل إيضا للعمل في مفاعل استنسال لإنتاج البلوتونيوم أو الليثيوم وهي مواد تدخل في صناعة الأسلحة الذرية.

## مفاعل كاندو CANDU
صمم المفاعل الكندي المسمى CANDU اختصارا ل CANada Deuterium Uranium reactor ليعمل بالماء الثقيل المضغوط كمهدئ واليورانيوم الطبيعي لإنتاج الطاقة الكهربائية من الطاقة النووية.
تصميم المفاعل
| 1 | حزمة الوقود        | 8  | ألة تموين الوقود                     |
| 2 | قلب المفاعل        | 9  | الماء الثقيل                         |
| 3 | قضبان التحكم       | 10 | أنبوب الضغط                          |
| 4 | خزان الماء الثقيل  | 11 | بخار خارج لتشغيل التوربين            |
| 5 | مولد البخار        | 12 | عودة الماء البارد من التوربين        |
| 6 | طلمبة ماء عادي     | 13 | مبني المفاعل لمنع الإشعاع إلى الخارج |
| 7 | طلمبة الماء الثقيل |    |                                      |

رسم توضيحي لمفاعل كاندو، الدورة الابتدائية باللونين الأصفر والبرتقالي، والدورة الثانوية بالأزرق والأحمر. وترى قضبان التحكم (3) ساقطة جزئيا في قلب المفاعل.

ويماثل مفاعل الماء الثقيل المضغوط تقريبا مفاعل الماء المضغوط المعتاد، إلا أنه يختلف عنه في بعض التفاصيل.
يقوم التفاعل النووي بتوليد حرارة في قلب المفاعل وتعتبر تلك الدورة هي الدورة الابتدائية ذات ضغط مرتفع. ويعمل المبادل الحراري على نقل الحرارة إلى الدورة الثانوية التي تعمل بالماء العادي وإنتاج البخار، وهو الذي يقوم بتدوير التوربين المتصل بمولد كهربائي.
بعد خروج بخار الماء من التوربين يُكثف في مكثف للبخار بواسطة ماء كثير مأخود من نهر مجاور، ويعاد الماء ثانيا إلى المبادل الحراري لتكملة الدورة. ويمكن الاستعاضة عن التبريد بواسطة ماء النهر وذلك باستخدام برج تبريد.